# César Benito
César Benito (ur. w Granadzie) –  hiszpański kompozytor.

## Wybrana muzyka filmowa
- 2013: Krawcowa z Madrytu
- 2010: Jak żyć wiecznie
- 2006: Moja Sarah

## Nagrody i nominacje

### Premios Iris
| Rok  | Kategoria                    | Serial             | Wynik   |
| ---- | ---------------------------- | ------------------ | ------- |
| 2014 | Najlepsza muzyka telewizyjna | Krawcowa z Madrytu | Wygrana |